# Irene Ruttmann
Irene Ruttmann (* 30. Juli 1933 in Dresden) ist eine deutsche Schriftstellerin.

## Leben
Irene Ruttmann wurde 1933 in Dresden geboren und sie wuchs in Chemnitz auf. Sie studierte in Leipzig, Ost-Berlin und Frankfurt am Main Germanistik, Anglistik, Theaterwissenschaft und Kunstgeschichte. Sie promovierte in Frankfurt und arbeitete an der Johann Wolfgang Goethe-Universität Frankfurt am Main von 1972 bis 1976 als Dozentin. Seitdem ist sie als freie Mitarbeiterin für Verlage und Rundfunk tätig. Sie lebt in Bad Homburg vor der Höhe.
Ruttmann wurde vor allem als Autorin von Kinder- und Jugendbüchern bekannt, darunter Titus kommt nicht alle Tage, in dem ein römischer Junge in unsere Zeit versetzt wird. 2001 erschien ihr erster Roman: Das Ultimatum handelt von einem in Ost-Berlin lebenden Paar, das angesichts eines Ultimatums der Sowjetunion beschließt, nach West-Berlin überzusiedeln. Ruttmann zeichnet darin mit autobiographischen Bezügen ein Generationenportrait der Nachkriegsjugend in der DDR. Sie beschreibt die zunehmende Angst der Protagonisten vor einer Verengung und Provinzialisierung des Landes, das sie schließlich zur Flucht treibt. Das Buch wurde von der Kritik sehr positiv aufgenommen.

## Werke
- als Hrsg.: Das Alexanderlied des Pfaffen Lamprecht (Straßburger Alexander). Text, Nacherzählung, Worterklärungen. Darmstadt 1974.
- Titus kommt nicht alle Tage (1980), ISBN 3-423-70176-5
- Lavendel in Sussex oder: Henry Horatio Stubbs, 1984, ISBN 3-928352-15-6
- Der Goldmacher (1993), ISBN 3-928352-32-6
- Das Ultimatum (2001), ISBN 3-406-47134-X
- Adèle (2015), ISBN 978-3552057388